# 밀양시립도서관
밀양시립도서관은 경상남도 밀양시 소재의 도서관이다.

## 연혁
- 1982.02.07 정식 개관
- 1989.01.01 밀양군에서 시로 이관(시립도서관 명칭 변경)
- 1998.08.24 이동도서관 개관
- 1999.04.01 도서관 전산화 완료(대출·반납 전산처리)
- 2002.02.06 디지털 자료실 개실
- 2002.05.10 전자책 도서관 서비스 개시
- 2005.10.01 국회전자도서관 원문서비스 개시
- 2008.09.26 삼문동 신설 도서관 이전
- 2008.11.04 도서관 RFID 시스템 도입
- 2009.04.21 도서관 무료 웹강좌 서비스 실시
- 2009.09.08 밀양시립도서관 정식개관